# Вибранівська сільська рада
Вибранівська сільська рада — орган місцевого самоврядування у Жидачівському районі Львівської області. Адміністративний центр — село Вибранівка.

## Загальні відомості
Вибранівська сільська рада утворена в 1939 році. Територією ради протікає річка Давидівка.

## Населені пункти
Сільській раді підпорядковані населені пункти:
- с. Вибранівка
- с. Березина
- с. Борусів
- с. Бринці-Загірні
- с. Бринці-Церковні
- с. Чижичі

## Склад ради
Рада складається з 16 депутатів та голови.

### Керівний склад попередніх скликань
| ПІБ                        | Основні відомості                                                               | Дата обрання | Дата звільнення |
| -------------------------- | ------------------------------------------------------------------------------- | ------------ | --------------- |
| Оброцька Галина Михайлівна | Сільський голова, 1958 року народження, позапартійна                            | 26.03.2006   | 31.10.2010      |
| Зошій Роман Володимирович  | Сільський голова, 1976 року народження, освіта середня спеціальна, безпартійний | 31.10.2010   |                 |

Примітка: таблиця складена за даними джерела